# Góry Nubijskie
Góry Nubijskie (arab. ‏جبال النوبة‎, Dżibal an-Nuba, Jibāl an-Nūbah) – pasmo górskie w południowym Sudanie, w prowincji Kordofan Południowy. Wysokość bezwzględna waha się tu od 500 do 1325 m n.p.m. Najwyższy szczyt to Dżabal Hajban. Góry zamieszkane są przez czarnoskóry lud Nuba.